# Šardice
Šardice település Csehországban, Hodoníni járásban. Šardice Svatobořice-Mistřín, Strážovice, Nenkovice, Stavěšice és Hovorany településekkel határos. Lakosainak száma 2177 fő (2024. január 1.).

## Népesség
A település lakosságának változását az alábbi diagram mutatja:
| Lakosok száma | 1463 | 1623 | 2096 | 1920 | 2284 | 2197 | 2187 | 2191 | 2154 | 2177 |
|               | 1869 | 1890 | 1921 | 1950 | 1980 | 2001 | 2017 | 2019 | 2022 | 2024 |